# Norðtoftir
Norðtoftir er en færøsk bygd på øen Borðoys nordøst-side, som ligger for enden af den anden tunnel efter Klaksvík. Vejen går videre nordpå til Norðdepil.
I bygden ligger der en lakseopdrætstation, indrettet med klækkerum, yngelafdeling med runde 2 meter kar, og et stort recirkuleringsanlæg med 6 runde glasfiber tanke med en diameter på ca. 8 meter og en dybde på ca. 3 meter. Hver tank har sit eget biofilter. Ude i fjorden er der et laksehavbrug.
Norðtoftir blev første gang nævnt på skrift sammen med naboygden Depil i Jordebogen  fra 1584.1835 begyndte den første skoleundervisning. Forfatteren Herman Bang opholdt sig af og til i bygden, hvor han skrev en del af sine værker.

## Galleri
| - Norđtoftir - Norđtoftir i 2010 - Norđtoftir i 2020 62°16′30″N 06°30′49″V / 62.27500°N 6.51361°V \| \| Infoboks uden skabelon Denne artikel har en infoboks dannet af en tabel eller tilsvarende. \| |                                                                                            |
| | Infoboks uden skabelon Denne artikel har en infoboks dannet af en tabel eller tilsvarende. |